# Bilan saison par saison de l'Ajax Amsterdam
Ce tableau présente les résultats par saison de l'Ajax Amsterdam dans les diverses compétitions nationales et internationales.
| Saison    | Championnat | Championnat            | Championnat | Championnat | Championnat | Championnat | Championnat | Championnat | Championnat | Championnat | Coupe des Pays-Bas | Europe                  | Europe        | Autre(s)                | Autre(s)  |
| Saison    | Division    | Classement             | Pts         | J           | V           | N           | D           | Bp          | Bc          | Diff.       | Coupe des Pays-Bas | Europe                  | Europe        | Autre(s)                | Autre(s)  |
| --------- | ----------- | ---------------------- | ----------- | ----------- | ----------- | ----------- | ----------- | ----------- | ----------- | ----------- | ------------------ | ----------------------- | ------------- | ----------------------- | --------- |
| 2009-2010 | Eredivisie  | 2e                     | 85          | 34          | 27          | 4           | 3           | 106         | 20          | +86         | Vainqueur          | Ligue Europa            | 16e de finale |                         |           |
| 2010-2011 | Eredivisie  | Champion               | 73          | 34          | 22          | 7           | 5           | 72          | 30          | +42         | Finale             | Ligue des champions     | 3e groupe G   | Supercoupe des Pays-Bas | Finale    |
| 2010-2011 | Eredivisie  | Champion               | 73          | 34          | 22          | 7           | 5           | 72          | 30          | +42         | Finale             | Ligue Europa            | 8e de finale  | Supercoupe des Pays-Bas | Finale    |
| 2011-2012 | Eredivisie  | Champion               | 76          | 34          | 23          | 7           | 4           | 93          | 36          | +57         | 8e de finale       | Ligue des champions     | 3e groupe D   | Supercoupe des Pays-Bas | Finale    |
| 2011-2012 | Eredivisie  | Champion               | 76          | 34          | 23          | 7           | 4           | 93          | 36          | +57         | 8e de finale       | Ligue Europa            | 16e de finale | Supercoupe des Pays-Bas | Finale    |
| 2012-2013 | Eredivisie  | Champion               | 76          | 34          | 22          | 10          | 2           | 83          | 31          | +52         | Demi-finale        | Ligue des champions     | 3e groupe D   | Supercoupe des Pays-Bas | Finale    |
| 2012-2013 | Eredivisie  | Champion               | 76          | 34          | 22          | 10          | 2           | 83          | 31          | +52         | Demi-finale        | Ligue Europa            | 16e de finale | Supercoupe des Pays-Bas | Finale    |
| 2013-2014 | Eredivisie  | Champion               | 71          | 34          | 20          | 11          | 3           | 69          | 28          | +41         | Finale             | Ligue des champions     | 3e groupe H   | Supercoupe des Pays-Bas | Vainqueur |
| 2013-2014 | Eredivisie  | Champion               | 71          | 34          | 20          | 11          | 3           | 69          | 28          | +41         | Finale             | Ligue Europa            | 16e de finale | Supercoupe des Pays-Bas | Vainqueur |
| 2014-2015 | Eredivisie  | 2e                     | 71          | 34          | 21          | 8           | 5           | 69          | 29          | +40         | 8e de finale       | Ligue des champions     | 3e groupe F   | Supercoupe des Pays-Bas | Finale    |
| 2014-2015 | Eredivisie  | 2e                     | 71          | 34          | 21          | 8           | 5           | 69          | 29          | +40         | 8e de finale       | Ligue Europa            | 8e de finale  | Supercoupe des Pays-Bas | Finale    |
| 2015-2016 | Eredivisie  | 2e                     | 82          | 34          | 25          | 7           | 2           | 81          | 21          | +60         |                    |                         |               |                         |           |
| 2016-2017 | Eredivisie  | 2e                     | 81          | 34          | 25          | 6           | 3           | 79          | 23          | +56         |                    |                         |               |                         |           |
| 2017-2018 | Eredivisie  | 2e                     | 79          | 34          | 25          | 4           | 5           | 89          | 33          | +56         |                    |                         |               |                         |           |
| 2018-2019 | Eredivisie  | Champion               | 86          | 34          | 28          | 2           | 4           | 119         | 32          | +87         |                    |                         |               |                         |           |
| 2019-2020 | Eredivisie  | Championnat interrompu | 56          | 2           | 18          | 2           | 5           | 68          | 23          | +45         |                    |                         |               |                         |           |
| 2020-2021 | Eredivisie  | Champion               | 88          | 34          | 28          | 4           | 2           | 102         | 23          | +79         |                    |                         |               |                         |           |
| 2021-2022 | Eredivisie  | Champion               | 83          | 34          | 26          | 5           | 3           | 98          | 19          | +79         |                    |                         |               |                         |           |
| 2022-2023 | Eredivisie  | 3e                     | 69          | 34          | 20          | 9           | 5           | 86          | 38          | +48         |                    |                         |               |                         |           |
| 2023-2024 | Eredivisie  | 5e                     | 56          | 34          | 15          | 11          | 8           | 74          | 61          | +13         | Deuxième tour      | Ligue Europa            | 3e groupe B   |                         |           |
| 2023-2024 | Eredivisie  | 5e                     | 56          | 34          | 15          | 11          | 8           | 74          | 61          | +13         | Deuxième tour      | Ligue Europa Conférence | 8e de finale  |                         |           |
| 2024-2025 | Eredivisie  | 2e                     | 78          | 34          | 24          | 6           | 4           | 67          | 32          | +35         | 8e de finale       | Ligue Europa            | 8e de finale  |                         |           |

Légende :